# Gajendra
Gajendra ist ein bedeutender Elefant in der hinduistischen Mythologie, dessen Geschichte im achten Buch des Bhagavatapurana überliefert ist. Er ist der Protagonist der als Gajendra Moksha (Sanskrit: गजेन्द्र मोक्ष, „Die Befreiung des Elefantenkönigs“) bekannten Erzählung, die als wichtiges Beispiel für bedingungslose Hingabe (Bhakti) und göttliche Gnade im Hinduismus gilt.

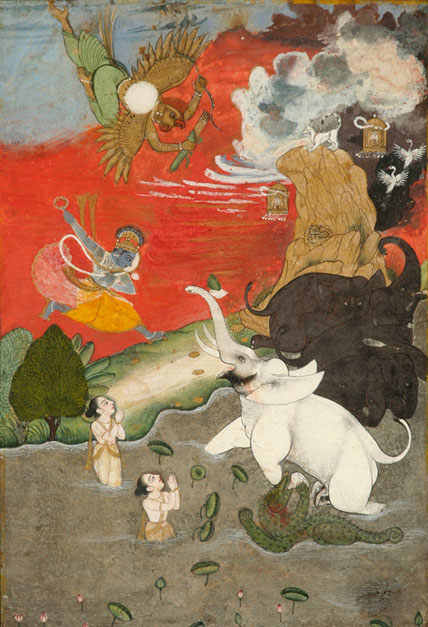
Vishnu rettet Gajendra, Darstellung im Brooklyn Museum

## Mythologische Geschichte

### Vorgeschichte
Der Überlieferung nach war Gajendra in einem früheren Leben ein König namens Indradyumna, ein devotionaler Anhänger Vishnus. Durch einen Fluch des Weisen Agastya wurde er als Elefant wiedergeboren, behielt aber seine spirituelle Neigung bei.

### Der Kampf mit dem Krokodil
Als Anführer seiner Herde lebte Gajendra im paradiesischen Garten Rtumat auf dem Berg Trikuta. Bei einem Besuch an einem See wurde er von einem gewaltigen Krokodil (Makara) angegriffen, das sein Bein packte. Trotz seiner großen Kraft konnte sich Gajendra nicht aus dem Griff des Krokodils befreien. Der Kampf dauerte der Legende nach über tausend Jahre.

### Die Rettung
Als Gajendra erkannte, dass seine eigene Kraft nicht ausreichte, wandte er sich mit einem Gebet an Vishnu. Er hob seinen Rüssel aus dem Wasser, in dem er eine Lotosblume als Opfergabe hielt. Vishnu erschien daraufhin auf seinem Reittier Garuda und tötete das Krokodil mit seinem göttlichen Diskus Sudarshana Chakra.

## Bedeutung
Durch seine vollständige Hingabe (Bhakti) an Vishnu erreichte Gajendra die Befreiung (Moksha) aus dem Kreislauf der Wiedergeburt (Samsara). Er erlangte eine göttliche Gestalt (Sarupya Mukti) und ging in Vishnus himmlisches Reich Vaikuntha ein.
Die Geschichte von Gajendra wird im Hinduismus als Allegorie für:
Die Kraft der bedingungslosen Hingabe an das Göttliche
Die Überwindung des Ego
Die rettende Gnade Gottes in Momenten größter Not

## Kulturelle Rezeption
Gajendra ist ein häufiges Motiv in der hinduistischen Kunst, besonders in Tempelskulpturen und Malereien von Vishnu-Tempeln. Seine Geschichte dient in religiösen Diskursen als Beispiel für die transformative Kraft der Hingabe und des Gebets.